# Internationale Friedensfahrt 1977
Die 30. Internationale Friedensfahrt (Course de la paix) war ein Radrennen, das vom 8. bis 21. Mai 1977 ausgetragen wurde.
Die 30. Auflage dieses Radrennens bestand aus 13 Einzeletappen und führte auf einer Gesamtlänge von 1648 km von Warschau über Ost-Berlin nach Prag. Mannschaftssieger war die Sowjetunion. Der beste Bergfahrer war Aavo Pikkuus aus der Sowjetunion. Das Violette Trikot des aktivsten Fahrers gewann Wladimir Osokin aus der Sowjetunion.

## Anmerkungen

Radwechsel, Spurt und Zieldurchfahrt: DDR-Briefmarken von 1977

## Mannschaften und Fahrer
| 1 – Wieslaw Bielski 2 – Jan Brzeźny 3 – Adam Jagła 4 – Czesław Lang 5 – Tadeusz Mytnik 6 – Jan Raczkowski |

| 07 – Mauri Roos 08 – Jaakko Uusimäki 09 – Magnus Mansner 10 – Hannu Jussila 11 – Heikki Pelkonen 12 – Erkki Planting |

| 13 – Tom Abrahamsen 14 – Arne Aasmundsen 15 – Sigmund Stenseth 16 – Jostein Wilmann 17 – Pål Henning Hansen 18 – Bjørn Bilstad |

| 19 – Antonín Bartoníček 20 – Jiří Bartolšic 21 – Pavol Gálik 22 – Michal Klasa 23 – Vlastimil Moravec 24 – Jiří Škoda |

| 25 – Weliko Welikow 26 – Michail Tanew 27 – Iwan Wassiliew 28 – Andon Petrow 29 – Nentscho Stajkow 30 – Plamen Timtschew |

| 31 – Bengt Nyman 32 – Lennart Fagerlund 33 – Tord Filipsson 34 – Kent Glittmark 35 – Bengt Nilsson 36 – John Bäcklund |

| 37 – János Sipos 38 – Tamás Csathó 39 – Andras Gabor 40 – István Szlipcsevics 41 – Dezsö Szemethi 42 – Tibor Debreceni |

| 43 – Dieter Flögel 44 – Franz-Josef Assmann 45 – Anton Vochezer 46 – Rainer Funk 47 – Roger Poulain 48 – Herbert Stodal |

| 49 – Claude Vincenteau 50 – Joel Gallopin 51 – Michel Zuccarelli 52 – Jacky Hardy 53 – Jean-René Bernaudeau 54 – Alain Patritti |

| 55 – Gerhard Lauke 56 – Karl-Dietrich Diers 57 – Bernd Drogan 58 – Hans-Joachim Hartnick 59 – Andreas Petermann 60 – Siegbert Schmeißer |

| 61 – John Fretwell 62 – Mark Robinson 63 – David Broadbent 64 – Joe Waugh 65 – Dudley Hayton 66 – Graham Jones |

| 67 – Teodor Vasile 68 – Mircea Romașcanu 69 – Ion Cojocaru 70 – Eugen Dulgheru 71 – Ion Nica 72 – Costica Bonciu |

| 73 – François Caethoven 74 – Roger de Cnijf 75 – Bernard Lecocq 76 – Luc Lowie 77 – Willy Sprangers 78 – August van Looy |

| 79 – Miodrag Marinkovic 80 – Hazbija Hukic 81 – Slobodan Arsovski 82 – Momcilo Lajzer 83 – Mirko Rakuš 84 – Mirco Kraker |

| 85 – Urs Dietschi 86 – Gilbert Glaus 87 – Hans Grob 88 – Anton Josef Huser 89 – Josef Lötscher 90 – Alain Haldimann |

| 91 – Aavo Pikkuus 92 – Waleri Tschaplygin 93 – Alexander Gusjatnikow 94 – Wladimir Ossokin 95 – Alexander Awerin 96 – Juri Zajac |

| 097 – Aldo Arencibia 098 – Carlos Cardet 099 – Jorge Gómez 100 – Raúl Marcelo Vázquez 101 – Lazaro Santos 102 – Edilberto Rodriguez |

| 103 – Orfeo Pizzoferrato 104 – Francesco Tosi 105 – Marino Bastianello 106 – Mario Gualdi 107 – Giovanni Bino 108 – Maurizio Mantovani |

| 109 – Cornelius van der Wereld 110 – Hubertus Libregts 111 – Wilhelmus Maessen 112 – Franciscus Francissen 113 – Hendrik Boom 114 – Paulus Maas |

## Details
| Ergebnis | Ergebnis         | Ergebnis      | Ergebnis | Ergebnis |
| -------- | ---------------- | ------------- | -------- | -------- |
| Erster   | Aavo Pikkuus     | ø 41,8 km/std | UdSSR    |          |
| Zweiter  | Wladimir Ossokin |               | UdSSR    |          |
| Dritter  | Tadeusz Mytnik   |               | Polen    |          |

|  |  |

| Etappe     | Start – Ziel                    | Etappensieger                      | Etappen- länge | Fahrzeit |
| ---------- | ------------------------------- | ---------------------------------- | -------------- | -------- |
| 01. Etappe | Einzelzeitfahren in Warschau    | Aavo Pikkuus Sowjetunion           | 028 km         | 2:37:57  |
| 02. Etappe | Warschau – Łódź                 | Alexander Awerin Sowjetunion       | 125 km         | 2:46:39  |
| 03. Etappe | Łódź – Toruń                    | Vlastimil Moravec Tschechoslowakei | 160 km         | 3:36:24  |
| 04. Etappe | Toruń – Posen                   | Pavol Gálik Tschechoslowakei       | 150 km         | 3:43:47  |
| 05. Etappe | Stettin – Neubrandenburg        | Wladimir Ossokin Sowjetunion       | 155 km         | 3:38:50  |
| 06. Etappe | Neubrandenburg – Ost-Berlin     | Teodor Vasile Rumänien             | 129 km         | 3:02:11  |
| 07. Etappe | Einzelzeitfahren in Ost-Berlin  | Wladimir Ossokin Sowjetunion       | 030 km         | 2:39:51  |
| 08. Etappe | Ost-Berlin – Cottbus            | Bernd Drogan DDR                   | 132 km         | 2:59:50  |
| 09. Etappe | Cottbus – Dresden               | Siegbert Schmeißer DDR             | 145 km         | 3:12:20  |
| 10. Etappe | Dresden – Mladá Boleslav        | Aavo Pikkuus Sowjetunion           | 153 km         | 3:57:47  |
| 11. Etappe | Mladá Boleslav – Ústí nad Labem | Wladimir Ossokin Sowjetunion       | 140 km         | 3:24:28  |
| 12. Etappe | Ústí nad Labem – Sokolov        | Jacky Hardy Frankreich             | 162 km         | 4:00:53  |
| 13. Etappe | Sokolov – Prag                  | Hans Grob Schweiz                  | 144 km         | 3:37:40  |